# La Chauve-souris, le Buisson et le Canard
Pour les articles homonymes, voir La Chauve-Souris.
La Chauve-souris, le Buisson et le Canard est la septième fable du livre XII de Jean de La Fontaine situé dans le troisième et dernier recueil des Fables de La Fontaine, édité pour la première fois en 1693 mais daté de 1694.

## Texte de la fable
Le Buisson, le Canard et la Chauve-Souris,

Voyant tous trois qu'en leur pays

Ils faisaient petite fortune, 

Vont trafiquer au loin, et font bourse commune.

Ils avaient des comptoirs, des Facteurs, des Agents

Non moins soigneux qu'intelligents,

Des registres exacts de mise et de recette.

Tout allait bien, quand leur emplette,

En passant par certains endroits

Remplis d'écueils, et forts étroits,

Et de trajet très difficile,

Alla tout emballée au fond des magasins

Qui du Tartare sont voisins.

Notre Trio poussa maint regret inutile,

Ou plutôt il n'en poussa point.

Le plus petit Marchand est savant sur ce point ;

Pour sauver son crédit, il faut cacher sa perte.

Celle que par malheur nos gens avaient soufferte

Ne put se réparer : le cas fut découvert.

Les voilà sans crédit, sans argent, sans ressource,

Prêts à porter le bonnet vert.

Aucun ne leur ouvrit sa bourse,

Et le sort principal, et les gros intérêts,

Et les Sergents, et les procès,

Et le Créancier à la porte,

Dès devant la pointe du jour,

N'occupaient le Trio qu'à chercher maints détours,

Pour contenter cette cohorte.

Le Buisson accrochait les passants à tous coups :

Messieurs, leur disait-il, de grâce, apprenez-nous

En quel lieu sont les marchandises

Que certains gouffres nous ont prises.

Le Plongeon sous les eaux s'en allait les chercher.

L'Oiseau Chauve-Souris n'osait plus approcher

Pendant le jour nulle demeure ;

Suivi des Sergents à toute heure

En des trous il s'allait cacher.

Je connais maint detteur qui n'est ni Souris-Chauve,

Ni Buisson, ni Canard, ni dans tel cas tombé,

Mais simple grand seigneur, qui tous les jours se sauve

Par un escalier dérobé.
— Jean de La Fontaine, Fables de La Fontaine, La Chauve-souris, le Buisson et le Canard, texte établi par Jean-Pierre Collinet, Fables, contes et nouvelles, Gallimard, « Bibliothèque de la Pléiade », 1991, p. 464